# Hellio
 (mars 2025).
Hellio est une entreprise spécialisée dans la maîtrise de l’énergie et les travaux de rénovation énergétique. Elle propose des services en France métropolitaine et Outre-mer auprès des particuliers, copropriétés, entreprises, industriels, collectivités locales, transporteurs et artisans. Hellio dispose d’agences locales partout en France et une antenne à Singapour.

## Activité
Hellio est délégataire du dispositif des Certificats d’Économies d’Énergie (CEE) et mandataire de l’Agence nationale de l’habitat (Anah) pour MaPrimeRénov’.
L’entreprise propose des travaux d'isolation thermique, installation de systèmes de chauffage, pose de panneaux solaires photovoltaïques, rénovation globale et audit énergétique.
Hellio est opérateur d'assistance à Maîtrise d’Ouvrage en copropriété, auprès desquelles elle propose une plateforme (CoproSolutions) dédiée à la rénovation énergétique, étape par étape, avec accès à des outils d'évaluation : Diagnostic de Performance Énergétique (DPE), audit énergétique ou Plan Pluriannuel de Travaux (PPPT) directement sur la plateforme ; à des outils de suivi et à des Primes de rénovation et à d'éventuelles subventions et solutions de rénovation globale, pose de panneaux solaire, changement de chauffage, isolation des planchers bas, des points singuliers de calorifugeage (isolation des tuyaux de chauffage).
L’entreprise accompagne le secteur tertiaire privé et public tels que les commerces, les établissements de tourisme, les écoles,, le secteur agricole , dans la pose de centrales solaires, ombrières, travaux de rénovation et efficacité énergétique.
Le groupe forme des professionnels du bâtiment et du négoce de matériaux et déploie un réseau de Guichets Primes.
Le groupe Hellio a lancé en 2019 sa filiale Hellio Académie, certifiée Qualiopi, qui dispense des formations aux professionnels du secteur de la transition énergétique.

## Partenariats
Dans un contexte de précarité énergétique, Hellio est partenaire et membre fondateur de l’association Stop Exclusion Énergétique. Le groupe « s’est engagé dans un premier temps à avancer le reste à charge calculé sur les travaux réalisés par une dizaine de familles désignées par l’association ».
Depuis le 25 mars 2022, Hellio est partenaire du réseau Laforêt pour accompagner les propriétaires et locataires dans la rénovation énergétique de leurs biens.

### Sponsoring
Hellio est sponsor officiel du sportif de l’extrême Stève Stievenart dans le cadre de ses traversées à la nage en eau libre.